# Euphorbia atroflora
Euphorbia atroflora ist eine Pflanzenart aus der Gattung Wolfsmilch (Euphorbia) in der Familie der Wolfsmilchgewächse (Euphorbiaceae).

## Beschreibung
Die sukkulente Euphorbia atroflora bildet Sträucher mit einer starken Verzweigung aus und wird bis 2,5 Meter hoch. Die vier- bis fünfkantigen Triebe werden 2 bis 3 Zentimeter dick und sind grün gefärbt. Durch Einschnürungen sind die Triebe in 10 bis 20 Zentimeter lange Abschnitte gegliedert. An den Kanten stehen bogenförmige Dornen in einem Abstand von 1 bis 2 Zentimeter zueinander. Die Dornschildchen bilden einen etwa 3 Millimeter breiten Hornrand aus. An den unteren Zweigen werden starke Dornen bis 1 Zentimeter Länge und an den oberen Zweigen mit 2 bis 3 Millimeter Länge ausgebildet. Die Nebenblattdornen sind sehr klein.
Die einzeln stehenden und einfachen Cymen sind nahezu sitzend. Die dunkelroten Cyathien werden 5 Millimeter groß und die elliptischen, aneinander stoßenden Nektardrüsen sind blutrot gefärbt. Die deutlich gelappte Frucht ist dunkelrot und wird etwa 3,5 Millimeter breit und 5,5 Millimeter lang. Sie steht an einem etwa 5 Millimeter langen und zurückgebogenen Stiel. Der kugelförmige Samen wird etwa 2 Millimeter groß und ist mit flachen Warzen bedeckt.

## Verbreitung und Systematik
Euphorbia atroflora ist im Nordosten von Kenia auf steinigen Hängen mit lückigem Strauchbewuchs in Höhenlagen von 900 bis 1760 Meter verbreitet.
Die Erstbeschreibung der Art erfolgte 1987 durch Susan Carter Holmes.